# Aprutino Pescarese
Aprutino Pescarese è un olio di oliva a Denominazione di origine protetta, prodotto in Provincia di Pescara in Abruzzo.

## Storia
L'Aprutino Pescarese è uno dei primi oli ad ottenere la certificazione D.O.P. da parte dell'Unione Europea.

## Disciplinare di produzione
Vedi qui il Disciplinare di produzione.